# Борка Рајевац
Борка Рајевац (Ужице, 3. август 1882 – Ужице, 1963) била је чувена ужичка бабица. Као бабица радила је пуних 55 година и помогла да на свет дође готово 20.000 беба. Познавала ју је већина становника ужичког краја, који су је звали „баша Борка”.

## Младост и школовање
Борка Рајевац рођена је 1882. године у породици Лојаница. Несигурна времена на почетку 20. века рушила су преко ноћи и највеће вредности, па је тако и Борка, када су менице прогутале богатство њеног мужа Стевана Рајевца, преко ноћи од богаташице постала сиромашна. Због тога је "тешка срца", одлучила да прода ратне трофеје свог деде: сабље, кремењаче украшене сребром и породични накит. Новац који је добила био је довољан за једногодишње школовање. Године 1906. поштанским колима са запрегом отпутовала је у Крагујевац, а одале возом до Београда. У Београду је Борка уписала Српску краљевску школу, где је 1907. године дипломирала са одичним оценама. Диплома је потписана од физикуса управе града Београда.

## Професионални рад
Почетком века ужичка болница налазила се у једној трошној згради. Оскудан инвентар у неколико соба сачињавали су расклимани гвоздени кревети, сламарице и неколико покривача. У болници је радио само један доктор и бабица Борка. Бабица Борка, коју су сви звали „баша Борка”, радила је као општинска бабица. Код својих пацијенткиња увек је ишла пешице - и по граду, али и до околних села. У новембру 1962. године, после 55 година радног стажа, отишла је у пензију у 80-тој години живота. Бабицу Борку је тада знала већина становника ужичког краја. Службеници центра за мајку и дете у (тадашњем) Титовом Ужицу приредили су јој свечани испраћај у пензију.
Током једног интервјуа, на питање чему може да захвали виталност, бабица Борка одговорила је: „У првом реду умереном јелу и непрекидном раду. Увек сам била у покрету и нисам имала времена да мислим на тешкоће, на старост. Помогла ми је и љубав према позиву који сам обављала.“
Бабица Борка умрла је 1963. године у Ужицу. Имала је ћерку, две унуке и двоје пра-унучади.

## Добротворни рад
Борка Рајевац била је и велика добротворка. Била је активна у Колу српских сестара, чланица певачког друштва „Златиборска вила“. Била је кума и чест гост у кући чувеног ужичког и српског сликара Михаила Миловановића. У децембру 1924. године, она је породила Валу, сликареву супругу, а касније, у цркви Светог Ђорђа и крстила њиховог сина и дала му име Момчило. Као дар у знак захвалности добила је од сликара његову слику Мотив са Јелака, пејзаж са Кајмакчалана, сликан на шаторском крилу, у време када се на Јелаку налазио штаб Врховне команде српске војске.
- Галерија слика
- Борка Рајевац, око 1962.
- Кућа у Ужицу, у којој је живела бабица Борка
- Надгробни споменик породице Рајевац на ужичком гробљу